# لوسيان بالارد
لوسيان بالارد (بالإنجليزية: Lucien Ballard) هو مصور سينمائي أمريكي، ولد في 6 مايو 1908 في أوكلاهوما في الولايات المتحدة، وتوفي في 1 أكتوبر 1988 في رانتشو ميراج في الولايات المتحدة بسبب حادث مرور.

## وصلات خارجية
- لوسيان بالارد على موقع IMDb (الإنجليزية)
- لوسيان بالارد على موقع ألو سيني (الفرنسية)
- لوسيان بالارد على موقع أول موفي (الإنجليزية)
- لوسيان بالارد على موقع قاعدة بيانات الأفلام السويدية (السويدية)
- لوسيان بالارد على موقع إن إن دي بي (الإنجليزية)
- لوسيان بالارد على موقع قاعدة بيانات الفيلم (الإنجليزية)
- لوسيان بالارد على موقع كينوبويسك (الروسية)